# Euterpeae
Euterpeae je tribus palmi, dio potporodice Arecoideae. Sastoji se od 5 rodova iz tropske Amerike.
Tipičan rod Euterpe sa 7 vrsta u Americi od Gvatemale na jug do Argentine, od kojih je tipična Areca catechu.

## Rodovi
1. Euterpe Mart.
2. Hyospathe Mart.
3. Neonicholsonia Dammer
4. Oenocarpus Mart.
5. Prestoea Hook.f.